# Paisley (Floride)
Pour les articles homonymes, voir Paisley.
Paisley est une census-designated place située dans le comté de Lake, dans l’État de Floride, aux États-Unis. Sa population s’élevait à 818 habitants lors du recensement de 2010.

## Démographie
| 2000 | 2010 | - | - | - | - |
| ---- | ---- | - | - | - | - |
| 734  | 818  | - | - | - | - |

## Source
- (en) Cet article est partiellement ou en totalité issu de l’article de Wikipédia en anglais intitulé « Paisley, Florida » (voir la liste des auteurs).